# Pobeg iz Gonarsa
Edini dokumentiran uspešen pobeg iz Koncentracijskega taborišča Gonars je bil v noči s 30. na 31. avgust 1942, ko je iz taborišča pobegnilo osem internirancev, med katerimi so bili vidni funkcionarji KP in NOB Franc Ravbar-Vitez, Boris Kraigher in Miro Perc-Maks, poleg tega pa še Ludvik Pangerc, Janez Učakar, Bojan Štih, Viktor Ilovar in Ivan Bratko.

## Priprave na pobeg
Koncentracijsko taborišče Gonars, ustanovljeno 23. februarja 1942, je bilo postavljeno na samem sredi furlanske ravnine, obkroženo s polji koruze ter nasadi trt in murve. Taborišče je bilo obkroženo s tri do štiri metre visoko ograjo, okoli katere je bilo več metrov do enega metra visokih žičnih ovir, na zunanji strani pa še stražarske ute in visoki stražarski stolpi z reflektorji, ki so ponoči osvetljevali taborišče in polja. Čeprav je mnogo zapornikov mislilo na ali celo načrtovalo pobeg, ni z izjemo tu omenjenega nobeni organizirani skupini uspelo. Še najbliže uspehu je bila skupina oficirjev, ki je iz prazne barake izkopala rov in ušla, a so vse polovili na poti do doma.
Sredi leta 1942 so v taborišče prišli Franc Ravbar, Boris Kraigher in Miro Perc, ki so bili vsi zajeti s ponarejenimi dokumenti in zato Italijani niso poznali njihovih pravih identitet. Boris Kraigher je uspel hitro okrepiti partijsko organizacijo in v taborišču na novo ustanovil Partijski komite ter vodstvo Osvobodilne Fronte. Na sestanku komiteja, izpeljanemu med igranjem šaha, je poudaril, da spada med njihove glavne naloge organizacija bega iz taborišča.

## Izkop rova
Po predebatiranju več možnosti je bilo odločeno, da bodo izkopali rov na prostost. Za začetek rova je bila določena baraka 22 v sektorju Beta, ki je bila zgrajena na ob žici ter na položnem terenu, zaradi česar je imela pod podom prazen prostor, potreben za odlaganje materiala. Imela je tudi dokaj zaupanja vredne stanovalce, med katerimi je bilo precej članov partije.
V baraki so člani komiteja zasedli pograde v spodnjem levem kotu barake, jih ogradili z deskami in odejami, da se ne bi videlo v vmesni prostor, odstranili slamnjačo in deske pod kotnim pogradom ter začeli s kopanjem. Dela sta vodila Franc Ravbar in Miro Perc, pomagala pa sta jima Ludvik Pangerc in Viktor Ilovar. Na delo je prihajalo veliko zaupnikov iz številnih barak, še več pa jih je kopačem pomagalo s hrano in materialom.
V prostoru med pogradi so se morali kopači najprej preobleči v delovne obleke. Delali so z orodjem, ki so ga naredili sami in uporabili ves material, ki je prišel pod roke. Delo je potekalo v treh izmenah po osem ur. V vsaki izmeni so bili po en kopač, dvigalec iz rova in odnašalec ter z večanjem dolžine rova vedno več prenašalcev, ki so si podajali v odejo zavit izkopan material.
Na dnu praznega prostora so najprej izkopali dva metra globoko jamo, iz nje pa začeli z vrtanjem rova. Ko se je med viharjem del rova podsul, so ga zasuli in začeli kopali nov del rova v drugo smer. Ta je bil dejansko obrnjen v desno bolj od teoretičnih načrtov, saj jim je za določevanje smeri služil zgolj kompas na uri, ki pa ni delal natančno.
Kopačem je delala preglavice tudi uprava taborišča. Po neki zvezi so dobili vest, da se iz barake 19 koplje rov, in jo preiskali. Po tem so tudi nasploh poostrili nadzor in večkrat sklicevali apele.
29. avgusta so začeli žeti koruzo okrog taborišča. Ker bi brez kritja, ki ga je dajala koruza, pobeg zelo težko uspel, so imeli na voljo takojšen pobeg ali čakanje na prvo viharno noč. Odločeno je bilo, da bo pobeg takoj v noči z 30. na 31. avgust.

## Pobeg in vrnitev
Noč je bila tiha in mirna, čeprav je bilo to zelo neprimerno za pobeg. Stanovalci sosednje barake so inscenirali zabavo, da bi prikrili zvoke, a je bila še pred predorom rova prekinjena.
Ob deseti uri je bil rov prebit in iz njega sta se splazila Franc Ravbar ter Ludvik Pangerc. Odplazila sta se do dogovorjenega mesta nekaj sto metrov stran od taborišča. Nato je v bližnjo stražarsko uto prišel stražar in je bilo nadaljevanje pobega začasno onemogočeno. Ko je opolnoči odšel, se je iz rova splazilo še šest ljudi.
Žal pa je sedmi po vrsti povzročil prevelik šum, stražar jih je opazil in alarmiral taborišče. Nadaljevanje pobega ni bilo možno, šesterica, ki je že zbežala, je stekla stran in s prvima dvema niso več dobili zveze.
Franc Ravbar in Ludvik sta po štirih dneh našla dogovorjeno javko blizu Kojskega, preostalih šest pa je v gozdu okoli Kojskega našlo drvarja, ki jih je povezal s partizani. Italijani so odkrili rov in kasneje številne moške jetnike preselili v druga taborišča, dlje od slovenske meje. 
V eni od naslednjih noči so s partizansko patruljo vsi skupaj prečkali Sočo in prispeli v taborišče večje partizanske enote nad Široko njivo na Banjški planoti. Od tam so se vrnili k domačim enotam in nadaljevali s prekinjenim delom.